# Системи розроблення нафтових і газових родовищ
Системи розроблення нафтових і газових родовищ

## Вступ
Під розробленням нафтового або газового родовища розуміють комплекс заходів, пов'язаних з видобуванням нафти й газу з окремих покладів родовища, а також регулювання руху нафти та газу до свердловин і балансу пластової енергії.
Під системою розроблення нафтових родовищ і покладів розуміють форму організації руху нафти в пластах до видобувних свердловин.

## Основні системи розроблення нафтових і газових родовищ
Більшість нафтових та газових родовищ світу являють собою сукупність кількох покладів чи пластів, розташованих поверхами один над одним. У таких багатопластових родовищах кожний експлуатаційний об'єкт (поклад, пласт) розробляється самостійно, а послідовність уведення того або іншого об'єкта визначається, виходячи з техніко-економічних міркувань.
Іноді родовища, в яких експлуатаційні об'єкти розташовані недалеко один від одного, а геолого-фізичні властивості пластів, що розробляються (склад порід, проникність, пластовий тиск, розміри покладів, режими дренування) і якісні характеристики нафт, що в них містяться приблизно однакові, розробляються спільно однією сіткою свердловин.
Також може здійснюватися спільно-роздільна експлуатація декількох об'єктів однієї сіткою свердловин. При цьому всі продуктивні пласти цього родовища (чи основні з них) розбурюються однієї сіткою свердловин. Свердловини оснащуються спеціальним обладнанням, що забезпечує витягування нафти або газу з кожного пласта на поверхню самостійними каналами: наприклад, нафта з одного пласта витягується через підйомні труби, а з іншого — через міжтрубний простір.
Застосовується також обладнання, яке дає змогу витягувати нафту з різних пластів по одному каналу через підйомні труби.
Переважно високопродуктивні пласти чи поклади одного родовища є об'єктами самостійного розроблення: кожний такий поклад або пласт розробляється своєю групою чи сіткою свердловин, буріння котрий може відбуватися як одночасно, так і послідовно.
При застосуванні такої системи розбурювання багатопластового нафтового або газового родовища забезпечується швидке зростання видобутку нафти чи газу. Але при цьому витрачається велика кількість металу, тому що на одній площі буриться декілька сіток свердловин.
цілому.
Порядок розбурювання і розроблення багатопластових нафтових чи газових родовищ обґрунтовується техніко-економічними показниками з урахуванням можливості й необхідності нарощування видобутку нафти або газу в цьому районі та з урахуванням витрат матеріально-технічних засобів, необхідних на виконання того чи іншого ва¬ріанта розроблення окремих пластів такого родовища.
Переважно при розробленні багатопластових нафтових і газових родовищ застосовується комбінована система. При цьому в розрізі родовища вибирається не один опорний горизонт, а два або три, кожний з яких розбурюється самостійною сіткою свердловин. Проміжні горизонти з меншою нафто- чи газонасиченістю й меншою продуктивністю розробляються в другу чергу, після виснаження опорних
горизонтів.
Основним елементом розроблення кожного експлуатаційного об'єкта (покладу або пласта) є схема розміщення експлуатаційних свердловин на площі та відстань між свердловинами.
Площа покладу може розбурюватися чи по однорідній геометричній сітці (трикутній або квадратній), чи рядами свердловин, що розташовуються паралельно контуру водо- або газоносності.
Однорідна геометрична сітка розміщення свердловин застосовується для нафтових покладів, котрі працюють на режимі виснаження, чи для покладів з нерухомими постійними контурами нафтоносності (режим розчиненого газу, масивні «водоплаваючі» поклади з напором підошовних вод).
Для таких покладів переважно застосовується трикутна сітка. При такій сітці свердловини розміщують по кутах рівносторонніх трикутників, на які розбивається площа покладу.
На нафтових покладах з напірними режимами свердловини розташовуються концентричними рядами, паралельними при газонапірному режимі контуру газоносності, при водонапірному — контуру водоносності.
Якщо застосовується рідка сітка (мала кількість свердловин), видобуток нафти буде також незначним, а термін розроблення покладу розтягнеться на тривалий час, і в пласті може залишитися велика кількість нафти.
При густій сітці (великій кількості свердловин на площі) зростають обсяги капіталовкладень у буріння й облаштування площі, що підвищує собівартість нафти і знижує загальну ефективність експлуатації покладу. Тому вибір схеми розміщення свердловин та їх кількості — основні питання розроблення нафтових покладів. Ці завдання розв'язуються комплексно з урахуванням геологічних, технічних і економічних факторів.
Як правило, відстані між свердловинами приймаються від 400—500 до 800—1000 м.
Розроблення кожного покладу і родовища нафти повинно здійснюватися найбільш раціональними методами, що забезпечують максимальні поточні та сумарні відбори нафти з надр у найкоротші терміни при мінімальних витратах.
Таким чином, раціональною системою розроблення нафтового покладу буде така, при якій поклад розбурюється мінімально допустимою кількістю свердловин при забезпеченні високих темпів відбору нафти з пласта, високої кінцевої нафтовіддачі, мінімальних капіталовкладень на кожну тонну видобутих запасів і мінімальної собівартості нафти.